# Scopula duplexaria
Scopula duplexaria är en fjärilsart som beskrevs av De la Harpe 1855. Scopula duplexaria ingår i släktet Scopula och familjen mätare. Inga underarter finns listade.